# 秋明采沃區

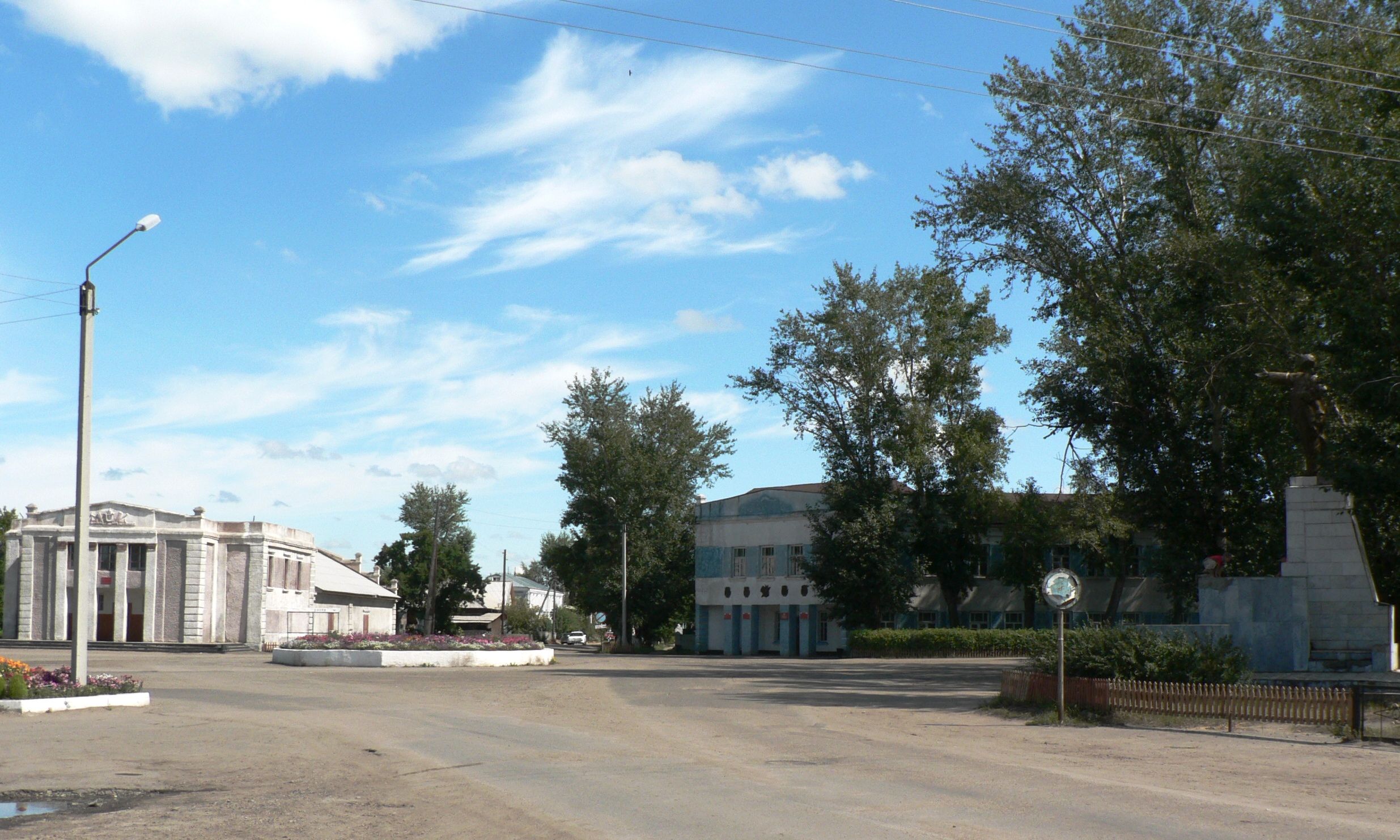

53°19′N 81°31′E / 53.317°N 81.517°E
秋明采沃區（俄语：Тюменцевский район），是俄羅斯的一個區，位於該國南部，由阿爾泰邊疆區負責管轄，面積2,273平方公里，2010年人口15,695，人口密度每平方公里6.9人。